# Marc Meernhout
Marc Meernhout, né le 20 juillet 1952 à Roulers et mort le 26 février 2006 à Wevelgem, est un coureur cycliste belge, en activité de 1973 à 1979.

## Palmarès

### Palmarès amateur
- 1971
  - 2e du championnat de Belgique du contre-la-montre par équipes amateurs
- 1973
  - Tour des Flandres amateurs
  - 3e du championnat de Belgique de l'américaine amateurs
- 1975
  -  Champion de Belgique de l'américaine amateurs (avec Ferdi Van Den Haute)
  - 2e du championnat de Belgique de l'omniumm amateurs

### Palmarès professionnel
- 1975
  - Bruxelles-Ingooigem
  - 2e du Tour de Berne
- 1976
  - 2e du Grand Prix Raf Jonckheere
- 1977
  - Grand Prix Raf Jonckheere
  - 2e de la Gullegem Koerse
  - 2e du championnat de Belgique de poursuite
  - 2e du Circuit du Pays de Waes
  - 3e de la Puivelde Koerse
- 1978
  - 2e de la Wingene Koers
- 1979
  - 2e du Circuit de la région linière

### Résultats sur le Tour d'Espagne
1 participation
- 1976 : abandon 9e étape